# Andreas Friedrich Bauer

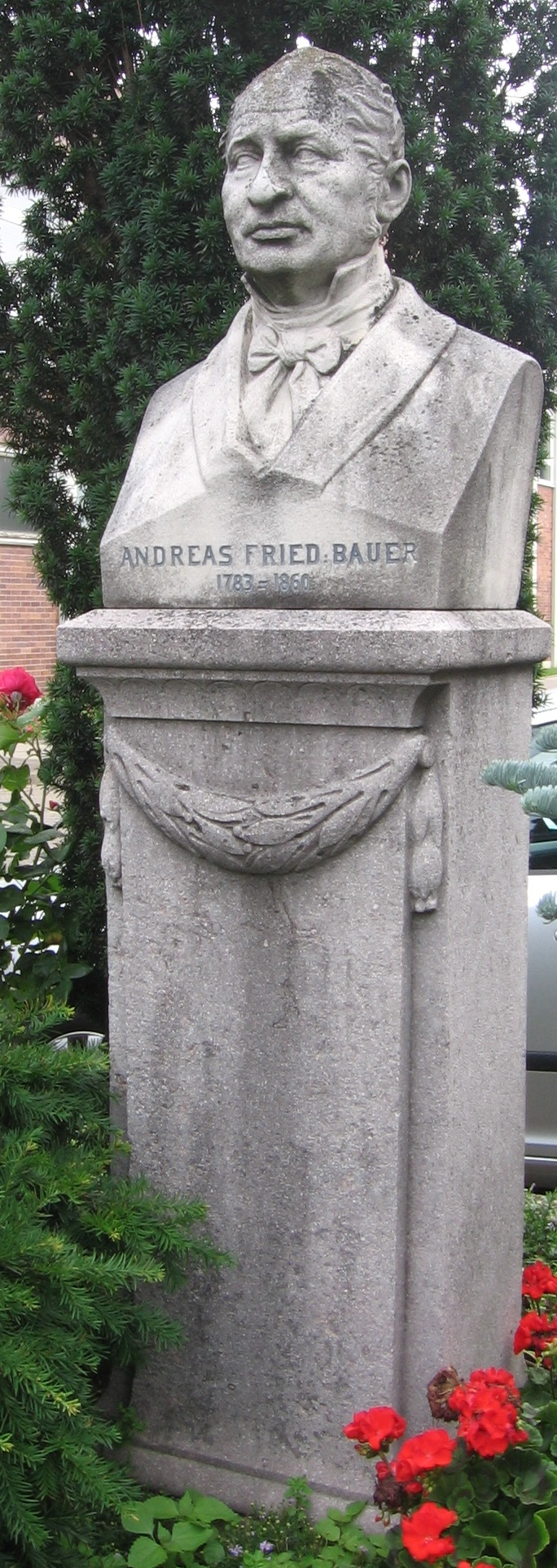
Minnesmärke över Andreas Friedrich Bauer i Würzburg.

Andreas Friedrich Bauer, född 18 augusti 1783 och död 27 december 1860, var en tysk mekaniker.
Bauer var Friedrich Koenig behjälplig vid uppfinnande av snällpressen och grundade tillsammans med denne den bekanta fabriken Koenig & Bauer för tillverkning av tryckerimaskiner.